# Kościół św. Łukasza w Radomiu
Kościół świętego Łukasza w Radomiu – rzymskokatolicki kościół parafialny należący do parafii pod tym samym wezwaniem (dekanat Radom-Północ diecezji radomskiej).
W 1996 roku została zakupiona działka pod budowę nowej świątyni, natomiast 14 sierpnia 2002 roku rozpoczęto prace budowlane. Kościół został zaprojektowany przez Barbarę i Henryka Włodarczyków. Fundamenty budowli zostały poświęcone 18 października 2002 roku przez biskupa Adama Odzimka. Od 2009 roku nabożeństwa są odprawiane w świątyni. Kościół został dedykowany przez arcybiskupa Zygmunta Zimowskiego w 2013 roku.